# Kanton Saint-Lô-Ouest
Der Kanton Saint-Lô-Ouest war von 1982 bis 2015 ein französischer Kanton im Arrondissement Saint-Lô, im Département Manche und in der Region Basse-Normandie. Der Kanton Saint-Lô-Ouest hatte zum 1. Januar 2012 insgesamt 13.113 Einwohner.

## Gemeinden
Der Kanton bestand aus einem Teil der Stadt Saint-Lô (angegeben ist hier die Gesamteinwohnerzahl) und weiteren vier Gemeinden:
| Gemeinde               | Einwohner Jahr | Fläche km² | Bevölkerungsdichte | Code INSEE | Postleitzahl |
| ---------------------- | -------------- | ---------- | ------------------ | ---------- | ------------ |
| Agneaux                | 4.072 (2013)   | –          | – Einw./km²        | 50002      | 50180        |
| Le Mesnil-Rouxelin     | 523 (2013)     | –          | – Einw./km²        | 50321      | 50000        |
| Rampan                 | 218 (2013)     | –          | – Einw./km²        | 50423      | 50000        |
| Saint-Georges-Montcocq | 823 (2013)     | –          | – Einw./km²        | 50475      | 50000        |
| Saint-Lô               | 19.285 (2013)  | –          | – Einw./km²        | 50502      | 50000        |